# Tongruben von Hintermeilingen
Die Tongruben Maria und Barwir II waren Tongruben bei Hintermeilingen im Westerwald. Heute sind sie ein ausgewiesenes Naturschutzgebiet und Teil des FFH-Gebiets Spitzberg, Gackenberg und Tongruben von Hintermeilingen.

## Geografie
Die Tongruben befanden sich etwa 0,8 km südlich des Ortes Hintermeilingen unterhalb des Spitzberg im Landkreis Limburg-Weilburg, Hessen.
Die Tongruben lagen im Übergangsbereich zwischen dem Oberwesterwald und dem Limburger Becken im Oberwesterwälder Hügelland. Der geologische Untergrund besteht hauptsächlich aus Olivinbasalt und Quarziten. Die Tonvorkommen haben eine Mächtigkeit von etwa 12 Meter. Sie sind vor etwa 52 bis 40 Millionen Jahren während der Oligozänzeit gebildet worden.

## Geschichte

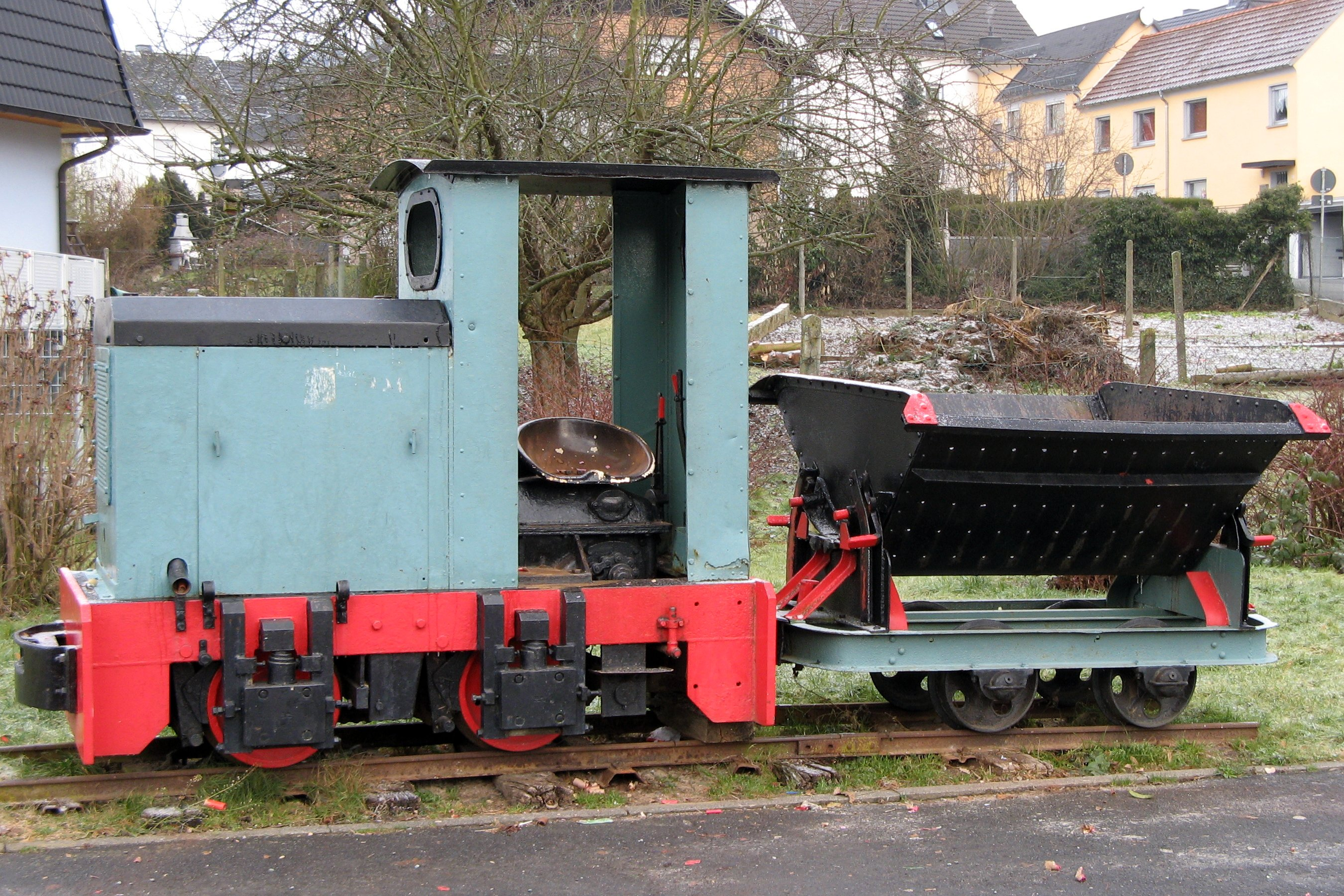
Lokomotive der Grube Maria (geliefert 1942)

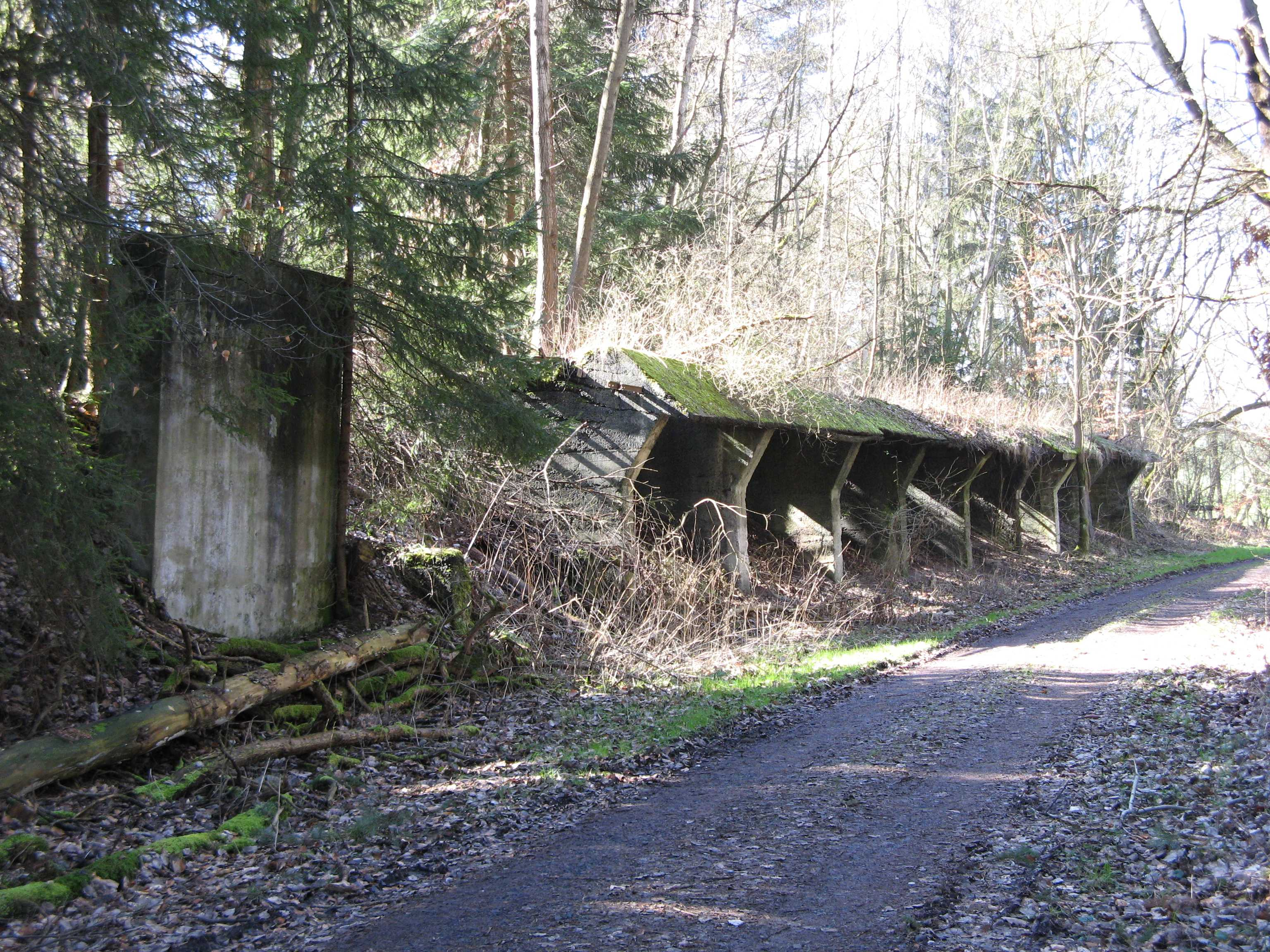
Ehemalige Laderampen der Kerkerbachbahn in der Gemarkung Hintermeilingen

Die Tongrube Maria nahm 1911 die Arbeit auf. Die benachbarte Grube Bawir II wurde etwa gleichzeitig angelegt. Voraussetzung der Tongewinnung war der Anschluss Hintermeilingens an die Strecke der Kerkerbachbahn am 1. Oktober 1905.
Die Kerkerbachbahn stellte am 20. Dezember 1960 den Betrieb in Hintermeilingen endgültig ein. Die Tongruben wurden noch einige Jahre weiter betrieben, ehe sie ihren Betrieb einstellten. Es begann eine längere Diskussion um die Folgenutzung des aufgelassenen Areals. Zunächst beabsichtigte die 1977 zum Erholungsort gewordene Ortschaft, hier ein Naherholungsgebiet mit Campingplatz einzurichten. Demgegenüber setzte sich jedoch das Konzept der Renaturierung durch.
In den 1970er Jahren wurde auf den vom Betreiber Gailschen Tonwerke AG, Gießen, stillgelegten Flächen durch den Verein Naturschutzbund mit der Renaturierung begonnen. Die Bemühungen um die Renaturierung wurden mit der einzigen Goldplakette des „Bundeswettbewerb Industrie und Landschaft“ des Jahres 1981 ausgezeichnet.

## Naturschutzgebiet
Seit dem 9. September 1985 ist das Gebiet der ehemaligen Tongrube ein 10,6 ha großes Naturschutzgebiet. Im Wesentlichen besteht das Biotop aus einem abgestuften Heckengebiet. Dieses ist dem Hochwald vorgelagert. In diesem Gebiet wurden zahlreiche Teiche und Tümpel angelegt. Das Biotop dient als Rückzugsraum für zahlreiche Vogel-, Amphibien- sowie anderen Tier- und Pflanzenarten.
Das 154,36 ha große FFH-Gebiet umfasst das Gebiet der Tongrube sowie den südlich gelegenen Höhenrücken Spitzberg (335 m ü. NHN) und Gackenberg (301,3 m ü. NHN). Der Hohenrücken ist durchgängig mit einem Buchenwald bewachsen. Zu den besonders geschützten Tierarten in diesem Gebiet gehören der Kammmolch, das Große Mausohr und die Bechsteinfledermaus.